# 中国驻里昂总领事馆
中华人民共和国驻里昂总领事馆（法語：Consulat Général de la République Populaire de Chine à Lyon），简称中国驻里昂总领事馆，是中华人民共和国派驻法国奥弗涅-罗讷-阿尔卑斯大区罗讷省里昂的最高级别外交机构，位于第六区迪凯纳街69号（69, rue Duquesne, 69006）。领区包括奥弗涅-罗讷-阿尔卑斯大区。